# Noctropolis
Noctropolis est un jeu vidéo d'aventure en pointer-et-cliquer développé par Flashpoint Productions et édité par Electronic Arts, sorti en 1994 sur DOS et Windows.

## Accueil
- Computer Gaming World : 2,5/5[1]